# Vijeće trinaest obitelji
Vijeće trinaest obitelji naziv je elitističke, tajnovite i kontroverzne organizacije koju čini 13 najutjecajnijih i najbogatijih obitelji svijeta. Prema teorijama zavjere, one kontroliraju ostatak svjetskog stanovništva i upravljaju cjelokupnim gospodarstvom, medijima, politikom i ratovima.
Obitelji koje čine Vijeće su:
- Rotschild
- Bruce
- Cavendish (Kennedy)
- De Medici
- Hanoverska dinastija
- Habsburgovci
- Krupp
- Plantagenet
- Rockfeller
- Romanov
- Sinclair
- Warburg
- Windsor

Istraživač i pisac Fritz Springmeier u svojoj je knjizi Bloodlines of the Illuminati sljedeće četiri obitelji prozvao "izvornim nasljednicima iluminata":
- Astori (obogatili se tijekom Opijumskih ratova)[3]
- Merovinzi (smatraju se nasljednicima Drevnih Egipćana, jer je njihov orao s obiteljskog grba preuzet iz motiva svevidećeg oka i boga zvanog Amon-Ra, boga ptice, a motiv se grbom protezao do Napoleona)[4]
- DuPontovi (5 danskih kraljeva bilo je masonima)[5]
- Onassis

Vijeće trinaest obitelji tijesno je povezano sa stvaranjem Novog svjetskog poretka. Podređena organizacija je vijeće tri stotine.